# Brett Helquist
Brett Helquist. född 1966, är en amerikansk illustratör född i Ganado, Arizona.
Helquist flyttade till Orem, Utah och avlade kandidatexamen vid Brigham Young University. Därefter flyttade han till New York. Han har bland annat illustrerat hela serien Syskonen Baudelaires olycksaliga liv – inkluderat framsidorna – som är skriven av författaren som går under namnet Lemony Snicket.
Helquist är medlem i Jesu Kristi kyrka av sista dagars heliga.